# Always (resebolag)
Always var ett svenskt resebolag 1988–2006. 

## Historia
Always var en del av koncernen My Travel som även är ägare till Ving och Globetrotter. Always var där specialiserat på resor till Spanien, Grekland och Thailand, men under de senare åren specialiserade man sig även på Kroatien, Bulgarien och Turkiet. 

### 1980-talet
Always bildades 1988, den första resan gick dock inte förrän den 16 mars 1989 med destination Costa del Sol. 

### 1990-talet
1991 blev Always ett helägt bolag till SAS Leisure, därefter flyttades huvudkontoret från Göteborg till Stockholm under 1993. SAS Leisure såldes under 1994 till Airtours och bytte namn till Scandinavian Leisure Group (SLG). Delfin- och Hajklubbarna startades även detta år på Always Garden. 1995 bytte Always profil till en mer enhetlig där de vinröda uniformerna bytte färg till gult och blått - samma färger som logotypen. Vagabond Travel AB införlivades även detta år i Always och blev genom detta en av Always egna produkter.

### 2000-talet
Åren 2000–2003 vann Always Grand Travel Award fyra år i rad. 2005 blev Always det första svenska reseföretaget att erbjuda charter till Vietnam. Efter att skillnaderna mellan Ving och Always blivit alltför marginella uppgick Always i Ving den 1 november 2006.